# 鳥居忠房
鳥居 忠房（とりい ただふさ、慶長11年（1606年）- 寛永14年7月14日（1637年9月2日）は、甲斐谷村藩の第2代藩主。初代藩主・鳥居成次の長男。幼名太郎八。正室は有馬豊氏の娘。官位は従五位下、淡路守。
寛永元年（1624年）に五位下淡路守に叙任、同8年（1631年）、父の死去により跡を継ぐ。同時に徳川忠長の附家老にもなったが、翌年6月2日、忠長が幕命により改易されると連座によって改易され、一族の出羽山形藩主・鳥居忠恒預かりとなって、山形で蟄居を余儀なくされた。寛永13年（1636年）9月18日に赦免されたが、翌年7月に32歳で死去した。家督は弟の忠春が継いだ。法号は宗忠。